# Блайневонський металургійний завод
51°46′37″ пн. ш. 3°5′21″ зх. д. / 51.77694° пн. ш. 3.08917° зх. д.
Блайневонський металургійний завод (англ. Blaenavon Ironworks) — колишній металургійний завод у місті Блайневон в Уельсі, Велика Британія. Працював у 1789—1902 роках. Деякий час був одним з найбільших металургійних заводів світу.
2000 року залишки заводу разом з іншими промисловими об'єктами навколо Блайневону було занесено до Списку об'єктів Світової спадщини ЮНЕСКО у Великій Британії під загальною назвою «Гірничопромисловий ландшафт Блайневона». З 1975 року об'єкт перебуває під державним захистом.

## Історія

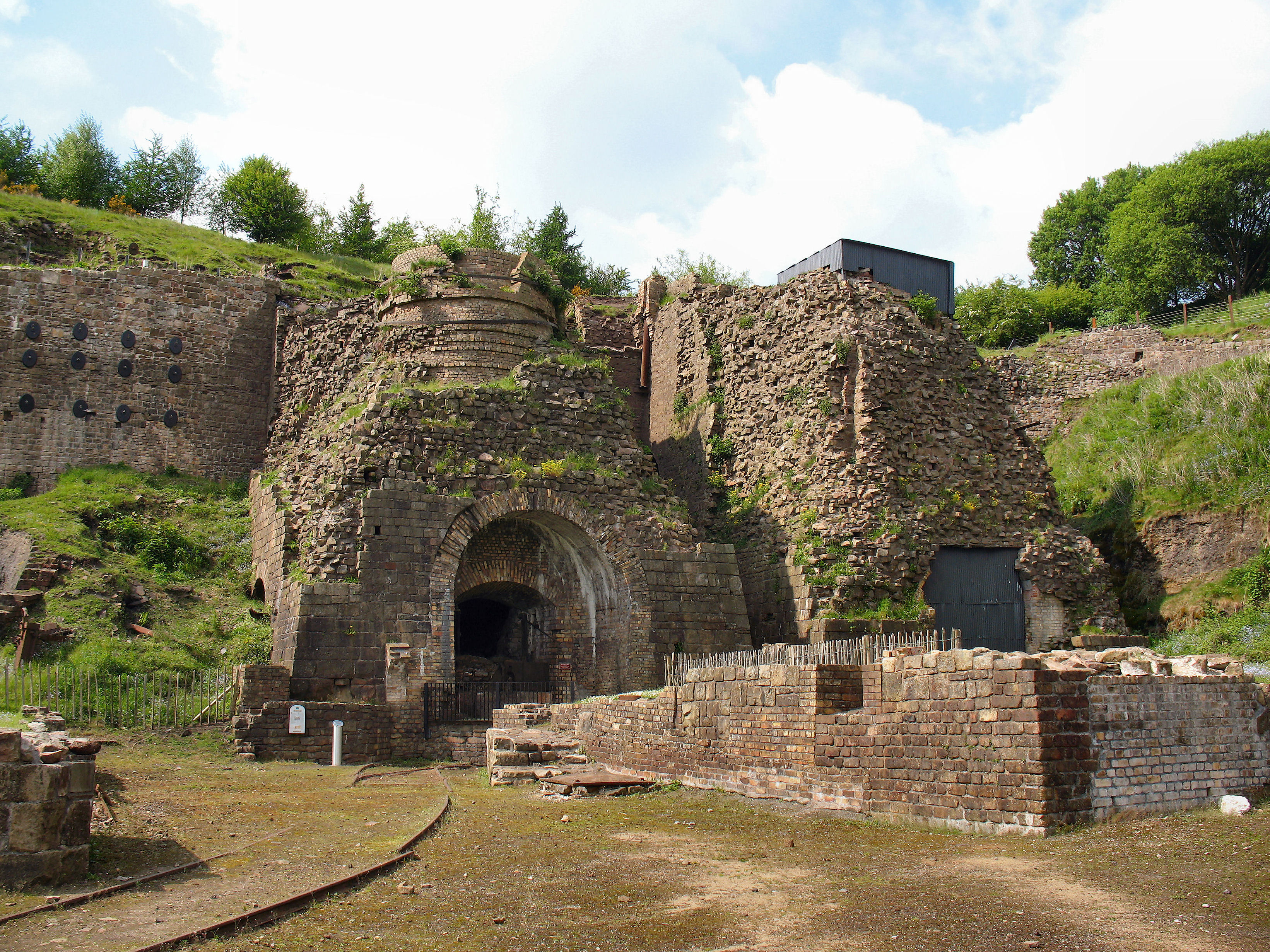
2 з 6 доменних печей, що колись працювали на заводі.

Залізну руду в районі Блайневона добували щонайменше з 1675 року, а можливо і раніше. Однак, територія до кінця 18 століття була майже незаселеною, тут вироблялася невелика кількість заліза.
1788 року три підприємці — Т. Хілл, Т. Хопкінс і Б. Пратт побудували у Блайневоні залізоробний завод, на основі останніх досягнень у техніці і організації виробництва. 1789 року завод мав 3 доменних печі з паровими повітродувками і був другим за продуктивністю заводом в Уельсі і одним з найбільших у світі. Вважається, що це був перший в світі (або, принаймні, у Великій Британії) металургії завод, де було побудовано відразу 3 домнних печі, розташованих одна поряд з іншою. До того будували лише 1 доменну піч для кожної залізоробної мануфактури.
До 1796 року продуктивність заводу становила 5400 т заліза на рік. 1812 року на заводі було 5 доменних печей, що виплавляли 14000 т чавуну на рік. 1817 року на північ від заводу було побудовано гамарню Garn-Ddyrys Forge, де виплавлений на доменних печах чавун переплавляли на ковке залізо.
Біля заводу з'явилася велика кількість рудних і кам'яновугільних шахт, побудованих Блайневонською компанією (Blaenavon Company), перетвореною 1836 року на акціонерне товариство. Міграція населення з інших регіонів Уельсу, центральної Англії, Ірландії і Шотландії призвела до зростання населення у новому поселенні біля заводу і шахт.
1860 року Blaenavon Company побудувала на південь від Блайневону новий сталеливарний завод, навколо якого виникло нове поселення під назвою Форджсайд. Будівництво нового заводу у Форджсайд спричинило поступовий занепад заводу у Блайневоні.
1878 року на Блайневонському металургійному заводі британський винахідник Сідні Джілкріст Томас разом зі своїм двоюрідним братом Персі Джілкрістом вперше у промислових масштабах провів виплавку сталі з фосфористих чавунів за своїм способом, який згодом отримав назву «томасівський процес».
Завод було закрито 1902 року. Максимальна кількість доменних печей на ньому доходила до 6.
Після закриття заводу, його територія протягом десятиліть була занехаяна. Багато цегляних будівель заводу, в тому числі і частина доменних печей, були розібрані для використання цегли у інших місцях.
З 1975 року територія заводу перебуває під охороною держави як історична пам'ятка. 2000 року завод разом з іншими колишніми промисловими об'єктами навколо Блайневону було занесено у Список світової спадщини ЮНЕСКО.

## Опис
На території заводу залишилося 3 з 6 доменних печей. Збереглися також 2 ливарних двори та водонапірна баша, інші об'єкти інфраструктури і обладнання.